# روبي ألدريدج
روبي روز ألدريدج (بالإنجليزية: Ruby Aldridge)‏ (ولدت في 26 أغسطس 1991) عارضة أزياء ومغنية أمريكية.

## روابط خارجية
- روبي ألدريدج على موقع IMDb (الإنجليزية)
- روبي ألدريدج على موقع ميوزك برينز (الإنجليزية)
- روبي ألدريدج على موقع ديسكوغز (الإنجليزية)
- روبي ألدريدج على موقع دليل عارضات الأزياء (الإنجليزية)
- روبي ألدريدج في موديلز.كوم